# Stazione marittima di Napoli
La stazione marittima di Napoli si trova sul molo Angioino del porto della città e ne ospita il terminal portuale.

## Storia

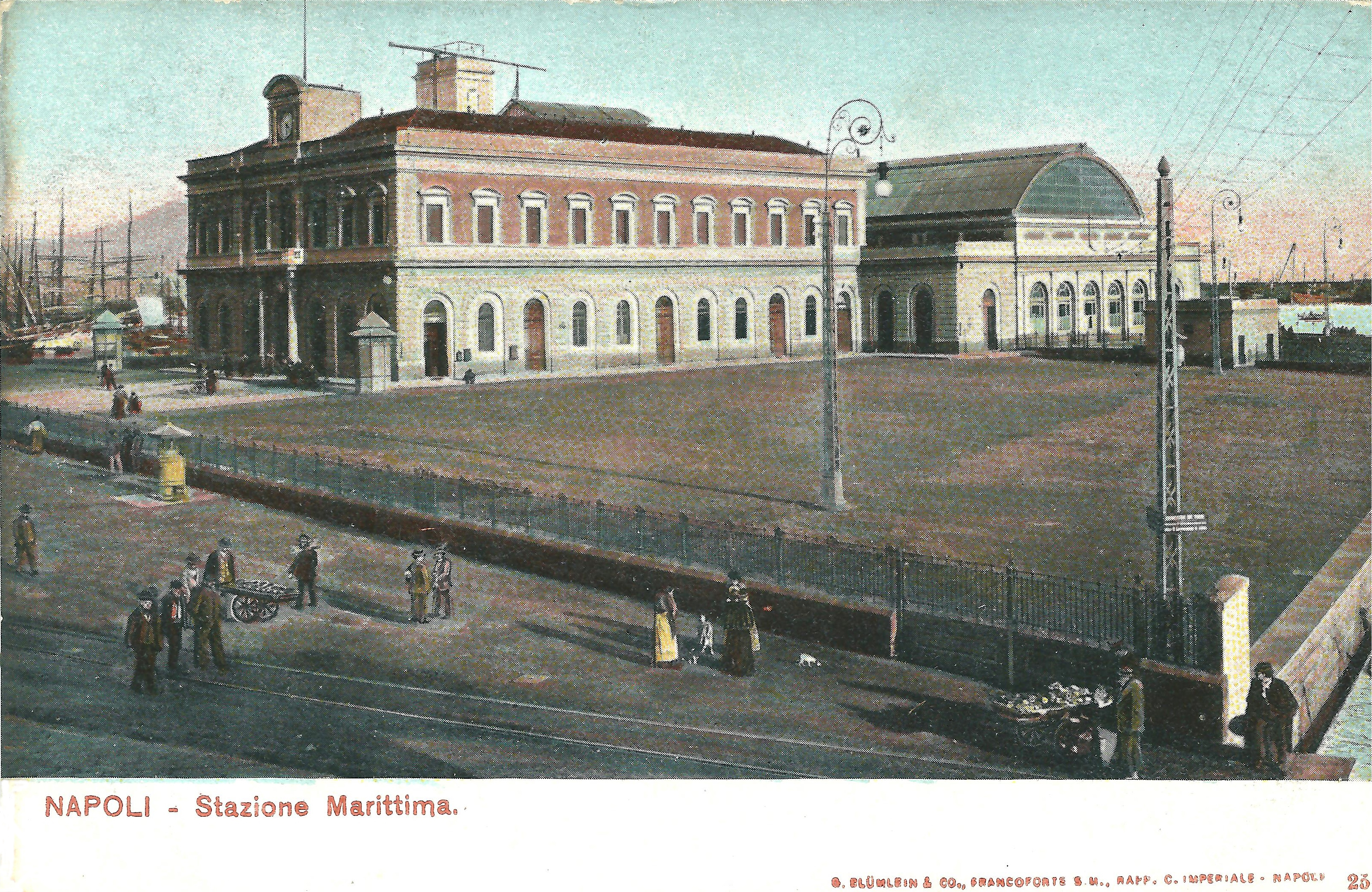
La vecchia stazione marittima, non più esistente

Dopo l'unità d'Italia il porto di Napoli viene notevolmente ingrandito e potenziato. Pesava tuttavia l'assenza di un edificio che accogliesse i passeggeri in partenza e in arrivo nel porto. A tale mancanza fu riparato solo alla fine del XIX secolo quando fu realizzata la stazione marittima sul molo Pisacane (detto in origine ponte trapezoidale per la sua forma) tra il 1894 e il 1899 su disegno dell'ingegnere del Genio civile Luca Cortese.
Col passare del tempo la stazione marittima fu ritenuta inadeguata alle sue funzioni. Obiettivo dichiarato del regime fascista era quello di ritagliare per la città un ruolo preminente nel commercio marittimo del Mediterraneo. Pertanto era necessaria una nuova stazione marittima, più ampia e moderna. Il bando per l'appalto fu emesso dal Ministero dei lavori pubblici nel 1933. A vincere la gara fu la società Ferrobeton e i lavori iniziarono l'anno dopo, sotto la direzione dell'architetto Cesare Bazzani, e terminarono nel 1936 quando fu inaugurata.
La sua costruzione comportò la distruzione dell'antico molo grande e del suo braccio, il molo San Gennaro, ma specialmente dell'altrettanto antica e famosa lanterna del molo. Il nuovo molo, allargato per costruirvi sopra l'edificio, fu intitolato al ministro dei lavori pubblici Luigi Razza, denominazione scomparsa all'indomani della caduta del regime.
La vecchia stazione marittima, dopo aver perso la prima funzione, divenne sede della Capitaneria di porto fino alla seconda guerra mondiale quando fu gravemente danneggiata dai danni di bombardamenti ed esplosioni e sostituita nel dopoguerra dall'attuale edificio della Capitaneria e dell'Autorità portuale.

## L'edificio

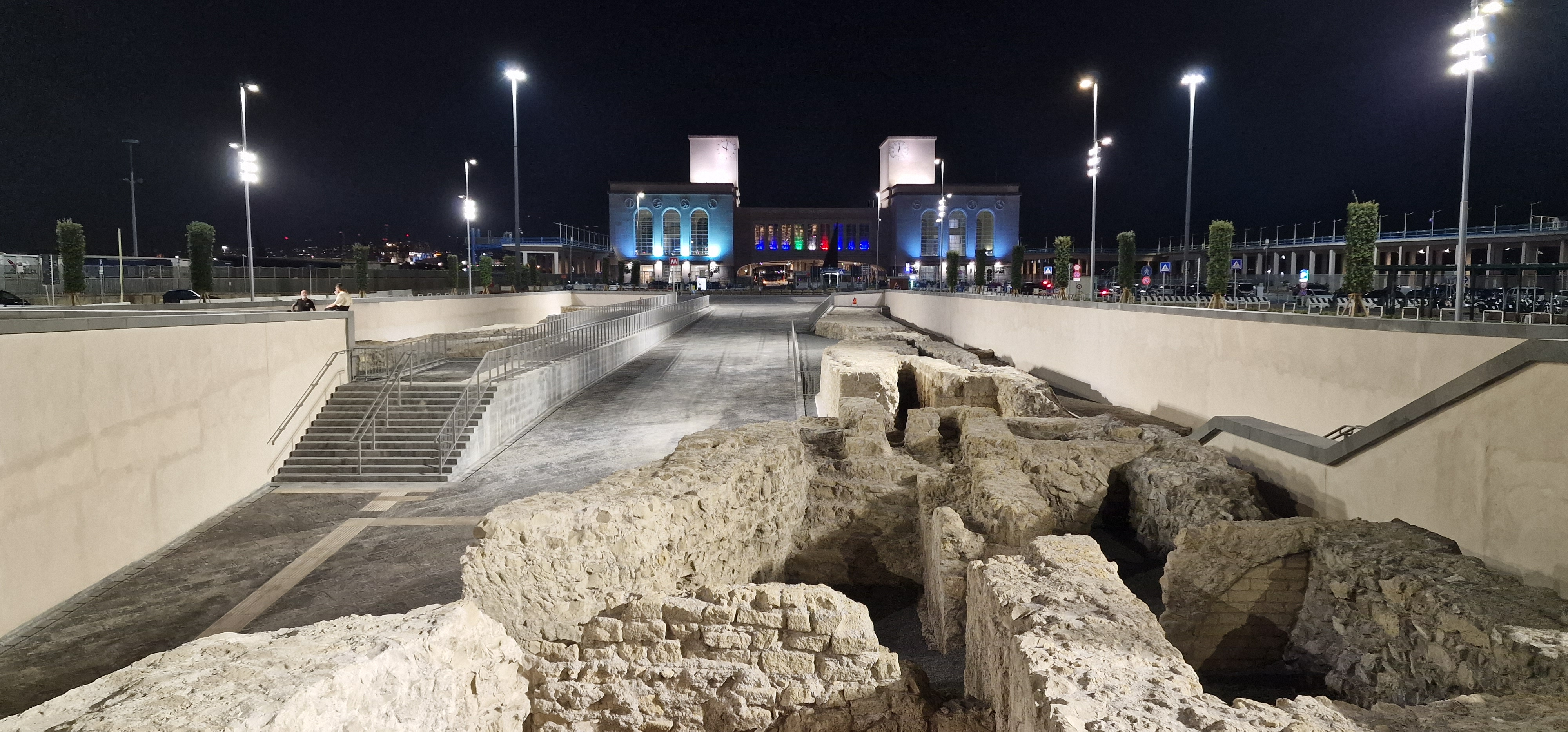
Notturna della stazione marittima (vista dai resti del porto Angioino)

L'edificio della stazione è una struttura monumentale, e tale è considerata dalla soprintendenza ai beni ambientali e architettonici. È stato costruito secondo le direttive impartite dal bando, con due corpi di fabbrica che ospitano due atri identici. Tra le due "torri", all'altezza del primo piano, doveva esserci un collegamento. Questo fu realizzato attraverso la costruzione di tre piani trasversali. Al di sotto di questi si apre un varco, inizialmente predisposto allo stazionamento dei treni che provenivano dalla ferrovia di collegamento tra la stazione ferroviaria e il porto, oggi dismessa.
L'edificio è composto da due ali di circa 182 metri ciascuna. La decorazione dell'esterno consiste in dodici medaglioni in pietra di Trani. Di questi dodici, otto raffigurano vari luoghi geografici: l'Africa orientale, Roma, Atene, Il Cairo, Rio de Janeiro, Calcutta e, ovviamente, Napoli. Dei rimanenti quattro, due rappresentano la navigazione per mare e quella aerea, mentre altri due rappresentano un piroscafo e una nave romana. Vi sono quattro metope in bronzo, che rappresentano Castore e Polluce e la ricchezza del commercio marittimo, oltre ai classici cavalli di bronzo.

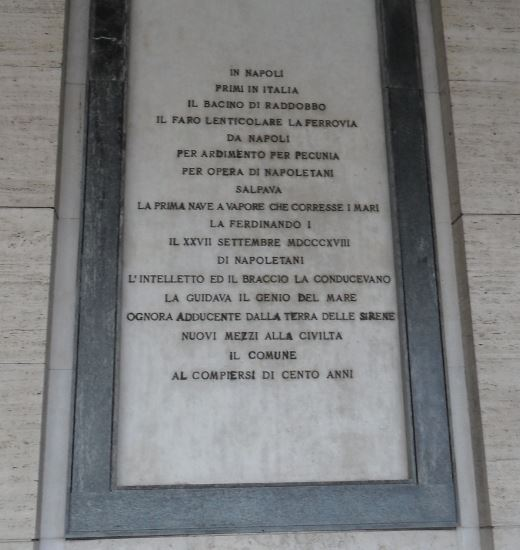
Targa per il centenario della Ferdinando I, prima nave a vapore del Mediterraneo

## Altri eventi
La stazione marittima è anche centro per lo svolgimento di importanti eventi che si tengono a Napoli. Tra questi, si ricordano Galassia Gutenberg e molti concerti. Il piazzale antistante l'edificio della stazione, inoltre, a capodanno viene utilizzato come una grande pista da ballo. Nel 2007, per la manifestazione Civiltà delle donne, l'artista Fabrizio Crisafulli ha realizzato, sulla facciata dell'edificio, un'installazione in cui due danzatrici speculari, in videoproiezione, entravano in relazione con la struttura simmetrica dell'architettura. A partire dal mese di marzo 2021 parte dell'edificio è stato utilizzato come secondo centro vaccinale dell'ASL Napoli 1, a beneficio dei convocati per il vaccino contro il COVID-19.